# Hannes Aigner
Hannes Aigner (* 19. března 1989 Augsburg) je německý vodní slalomář, kajakář závodící v kategorii K1.
V letech 2010 a 2011 získal zlaté medaile na mistrovství světa v závodech K1 družstev, stříbrné medaile z K1 družstev pomohl vybojovat též na mistrovstvích Evropy 2010, 2012 a 2013 a v roce 2015 hlídky na ME vyhrál. Z evropských šampionátů 2012 a 2016 si odvezl i bronz z individuálního závodu K1. Tentýž kov v kategorii K1 získal i na Letních olympijských hrách 2012 v Londýně. Na LOH 2016 v Riu de Janeiru byl čtvrtý. Další úspěch zaznamenal na Mistrovství světa 2018, které se rovněž konalo v Brazílii – zde se stal mistrem světa v kategorii K1. Z Letních olympijských her 2020 si ze závodu K1 přivezl bronzovou medaili.